# Vladimir Tichy
Vladimir Tichy (født 31. januar 1946 i Prag, Tjekkiet) er en tjekkisk komponist, lærer og lydtekniker.
Tichy studerede komposition på Musikkonservatoriet i Prag, og hos Jiri Pauer, på Academy of Music and Arts også i Prag.
Han har skrevet 4 symfonier, orkesterværker, kammermusik, etc. Tichy underviste senere i teori og komposition på Academy of Music and Arts. På Konservatoriet arbejdede han også som lydteknikker ved forskellige koncerter og events.

## Udvalgte værker
- Symfoni nr. 1 (1974) - for orkester
- Symfoni nr. 2 (1980) - for 15 strygere
- Symfoni nr. 3 (1984) - for orkester
- Symfoni nr. 4 (1998) - for 9 instrumenter
- Sinfonietta (1973) - for orkester
- 2 strygerkvartetter (1990)